# FC Molodechno
El FC Molodechno, llamado FC Molodechnno-DYuSSh-4 por razones de patrocinio, es un equipo de fútbol de Bielorrusia que juega en la Liga Premier de Bielorrusia, la primera división de fútbol en el país.

## Historia
Fue fundado en el año 1949 en la ciudad de Molodechno con el nombre Dinamo Molodechno, y han cambiado de nombre en varias ocasiones, las cuales han sido:
- Dinamo Molodechno (1949–1955)
- FC Molodechno Oblast (1956, 1959)
- FC Molodechno (1957–1958)
- Spartak Molodechno (1960–1963, 1970–1971)
- Naroch Molodechno (1964–1965)
- Krasnoye Znamya Molodechno (1966)
- Volna Molodecno (1967–1969)
- Selena Molodechno (1972–1980)
- Metallist Molodechno (1981–1982)
- Trud Molodechno (1983–1985)
- Stankostroitel Molodechno (1986)

En 1989 el club fue refundado como Metallurg Molodechno, y han cambiado de nombre en varias ocasiones:
- 1989-92: FC Metallurg Molodechno
- 1993-2000: FC Molodechno
- 2001-05: FC Molodechno-2000
- 2006-11: FC Molodechno
- 2011-13: FC Zabudova Molodechno
- 2013-15: FC Molodechno-2013
- 2015-hoy: FC Molodechno-DYuSSh-4

Bajo el nombre Metallurh, el club se convirtió en el que con menos años de existir se corona campeón de la Liga Soviética de Bielorrusia, cuando gana la liga en la temporada de 1991, en su segunda temporada, la última dentro de la era soviética.
En la temporada de 1992 fue uno de los equipos fundadores de la Liga Premier de Bielorrusia, la primera temporada como país independiente, terminando en 9.º lugar entre 16 participantes.

## Palmarés
- SSR Belarusian League: 2

1963, 1991
- Copa Soviética de Bielorrusia: 2

1990, 1991